# Salar d'Atacama
El salar d'Atacama és el dipòsit salí més gran de Xile emplaçat a la Regió d'Antofagasta i se situa exactament entre dues comunes xilenes. La ciutat més propera, San Pedro de Atacama, se situa a 55 km al nord, mentre que la capital regional, Antofagasta, dista 316 km a l'oest.
Sota el nom "Salar d'Atacama" s'hi contenen diversos conceptes que han de ser clarament distingits. El físicament més ampli és el de la conca del Salar d'Atacama, un espai natural que inclou parcialment la serralada de Domeyko, el pla de la Paciencia, la serralada de la Sal (veure Vall de la Lluna), el salar d'Atacama és el punt d'equilibri de la conca, on s'acumula el vessament, la serralada occidental dels Andes i pel costat sud el cordó de Lila. :16
Un altre ús és el lloc com a atractiu turístic de la zona.

## Descripció
La conca del Salar d'Atacama està ubicada a l'orient de la Regió d'Antofagasta i és, després de la del Loa i de la pampa del Tamarugal, la tercera conca hidrogràfica en mida. Posseeix una superfície aproximada de 15.620 km², amb la major longitud en sentit NS de 210 km. i una amplada màxima de 110 km. :1
La seva fauna ostenta grans quantitats de flamencs a la reserva nacional . descendents domèstics: les llames i alpaques .
La sal dels salars prové de la dissolució de les sals del terra per les aigües de pluja, les que són arrossegades cap als salars. Després, les aigües s'evaporen i les sals aportades es van acumulant. Com a la resta dels altres salars, l'aire és molt sec, cosa que amplia el camp de visió alterant l'apreciació de les distàncies.

## Població i economia
Els habitants indígenes del Salar d'Atacama i els seus voltants són els atacamenys.

En les últimes dècades, el Salar d'Atacama s'ha convertit en un focus d'extracció de liti que es troba a les salmorres del salar.

Salar d'Atacama
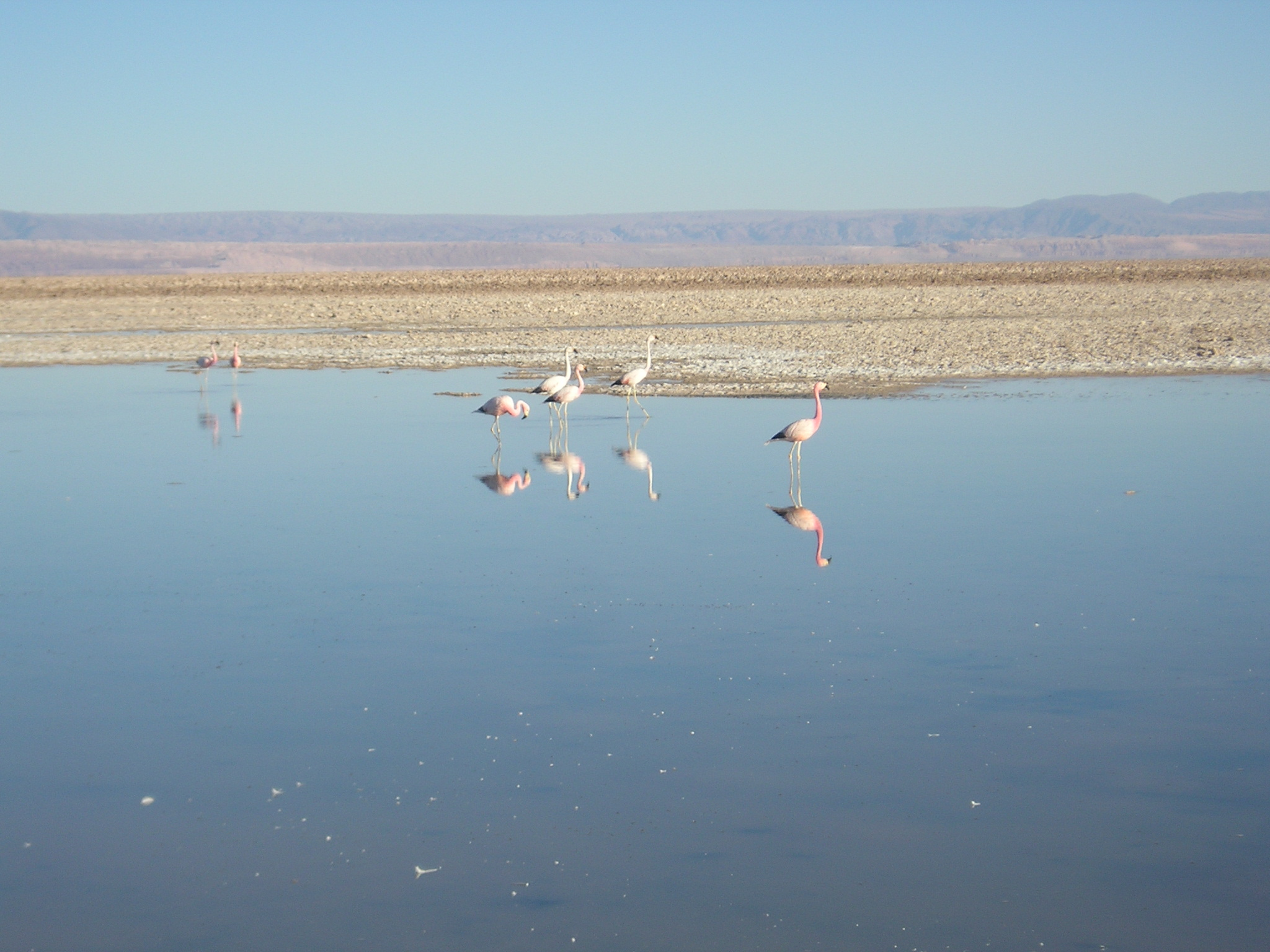
Flamencs a la llacuna Chaxa del salar.
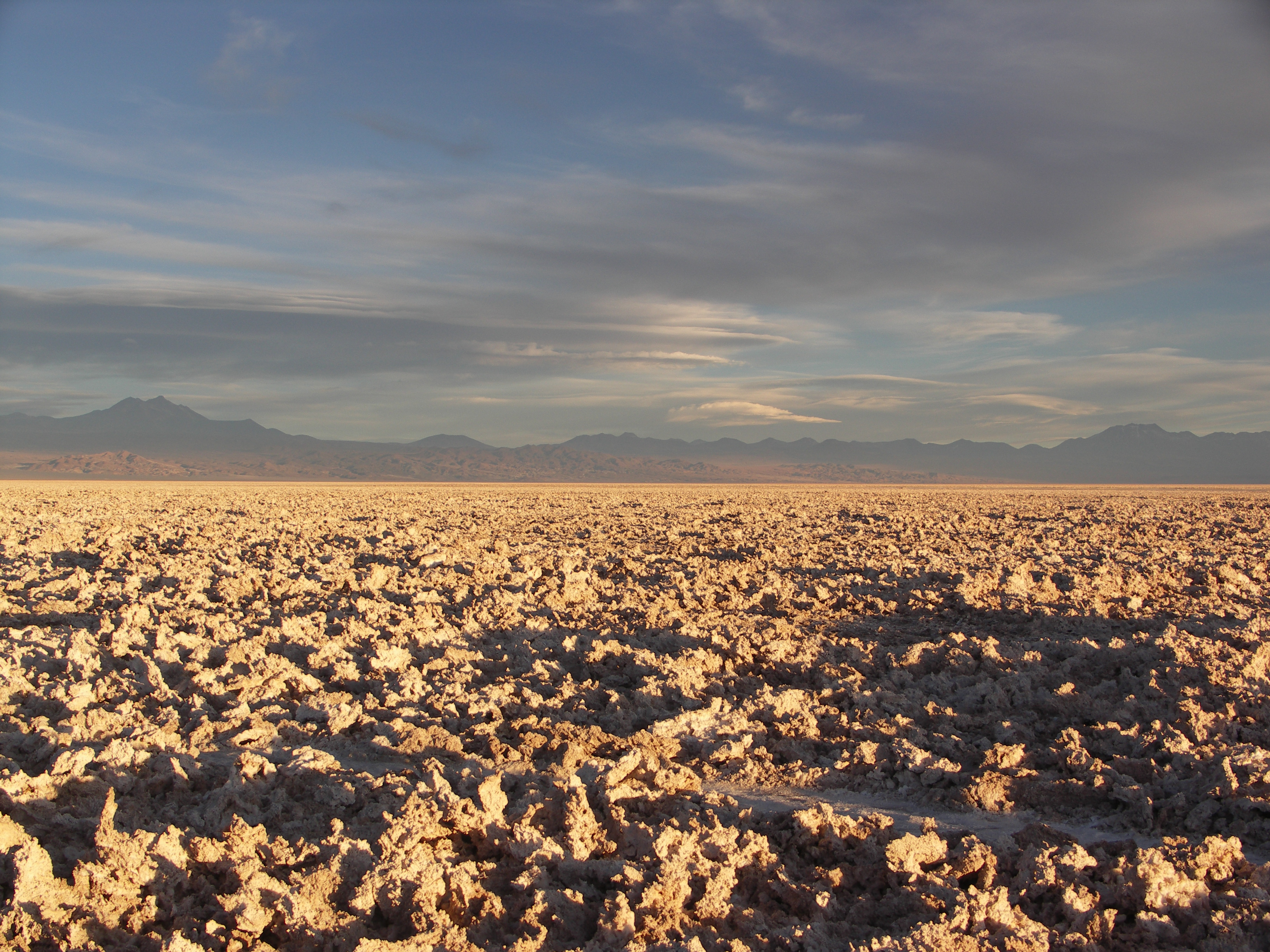
Posta de sol al Salar.
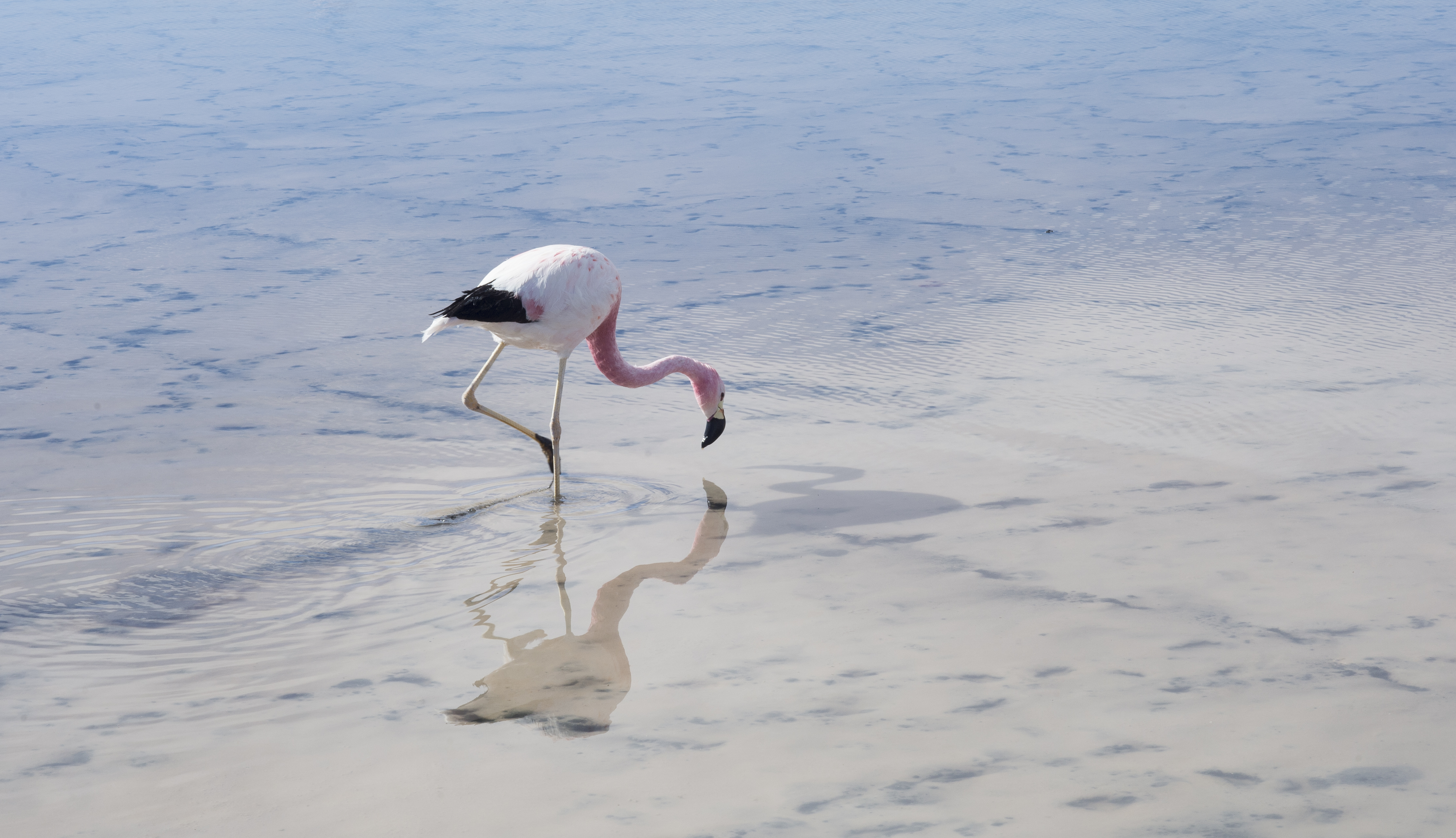
Parina gran

## Hidrologia
La conca del Salar d'Atacama limita al nord amb la conca del riu Salado, que és una subconca de la conca del riu Loa. A l'est, la divisòria de drenatge coincideix aproximadament amb la frontera internacional amb Bolívia fins al Portezuelo del Cajón. La serralada divisòria inclou els volcans Cerros de Tocorpuri, Sairecabur, Curiquinca, Licancabur i Juriques. Anant cap al sud, la divisió d'aigua discorre per una cadena de volcans que es troben íntegrament en territori xilè. A l'oest, la Cordillera Domeyko separa la conca del Salar d'Atacama de les zones arheiques.
Els seus principals afluents són els rius Sant Pere i Vilama, que neixen al nord del salar. Els volcans a l'est del Salar d'Atacama poden ser els responsables de contaminar les rieres entrants amb sals.

## Producció de liti
Situat al Triangle del Liti, el Salar d'Atacama és la font activa de liti més gran i pura del món, que conté el 27% de la base de reserva de liti del món, i a partir del 2017 proporcionava al voltant del 36% del subministrament mundial de carbonat de liti., seguit de la Xina amb un 23%. Una alta concentració de liti a la seva salmorra (2.700 parts per milió), una alta taxa d'evaporació (3.500 mm per any) i una pluviometria anual extremadament baixa (<30 mm mitjana anual) fan que el carbonat de liti acabat d'Atacama sigui més fàcil i més barat de produir que el veí Salar de Uyuni, que s'estima que té la meitat de les reserves de liti del món. La taxa d'evaporació del Salar d'Atacama és la més alta de la indústria del liti, seguida de Puna de Atacama, Argentina (2.600 mm per any), i el Salar d'Uyuni (1.300–1.700 mm per any).
L'extracció de salmorres riques en liti està causant conflictes sobre l'ús de l'aigua per part de les comunitats locals i està danyant l'ecosistema, inclòs el flamenc andí. La població indígena local de Likan Antay té una història d'oposar-se a l'extracció de liti i de negociar beneficis compartits amb empreses de liti. Les negociacions tenen lloc en el marc de la Convenció dels Pobles Indígenes i Tribals que Xile va signar el 2008. S'argumenta que "[un] acord entre organitzacions indígenes i empreses de liti han aportat importants recursos econòmics per al desenvolupament comunitari, però també han ampliat la capacitat de control social de la indústria minera a la zona".
Al Salar d'Atacama, el bor també s'extreu de les salmorres en forma d'àcid bòric (fins a 0,85 g/L com a B). L'eliminació natural de bor i liti de les salmorres actuals possiblement es produeix com a ulexita i sulfat de liti, aquest últim com a sals dobles i/o triples.
Societat Química i Minera (SQM) i Albemarle que operen al Salar d'Atacama es troben entre els majors productors de liti del món. El procés d'extracció de liti al Salar d'Atacama comença amb la salmorra salada que es bombeja del sòl i després es posa en repòs en basses d'evaporació de manera que la salmorra restant s'enriqueix lentament en liti. L'etapa de l'estany d'evaporació triga normalment entre 12 i 18 mesos, que és el temps que triga a arribar a una concentració de liti del 6%. El processament final es fa a la Planta Salar del Carmen i a la Planta La Negra, prop de la ciutat d'Antofagasta, a la costa, on es produeix a partir de la salmorra carbonat de liti pur, hidròxid de liti i clorur de liti.

## Galeria

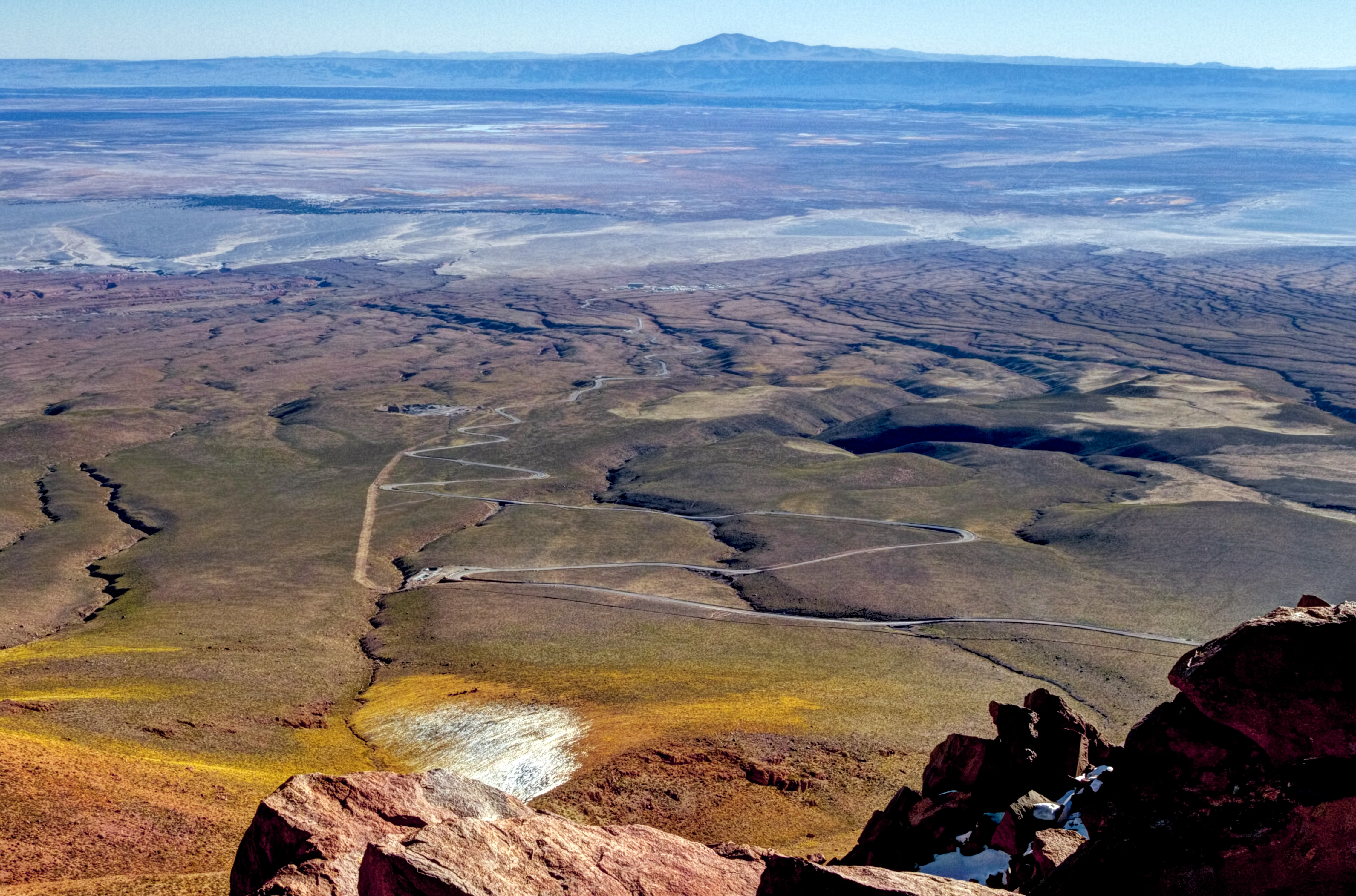
La fotografia es va fer des de 4660 metres sobre el nivell del mar
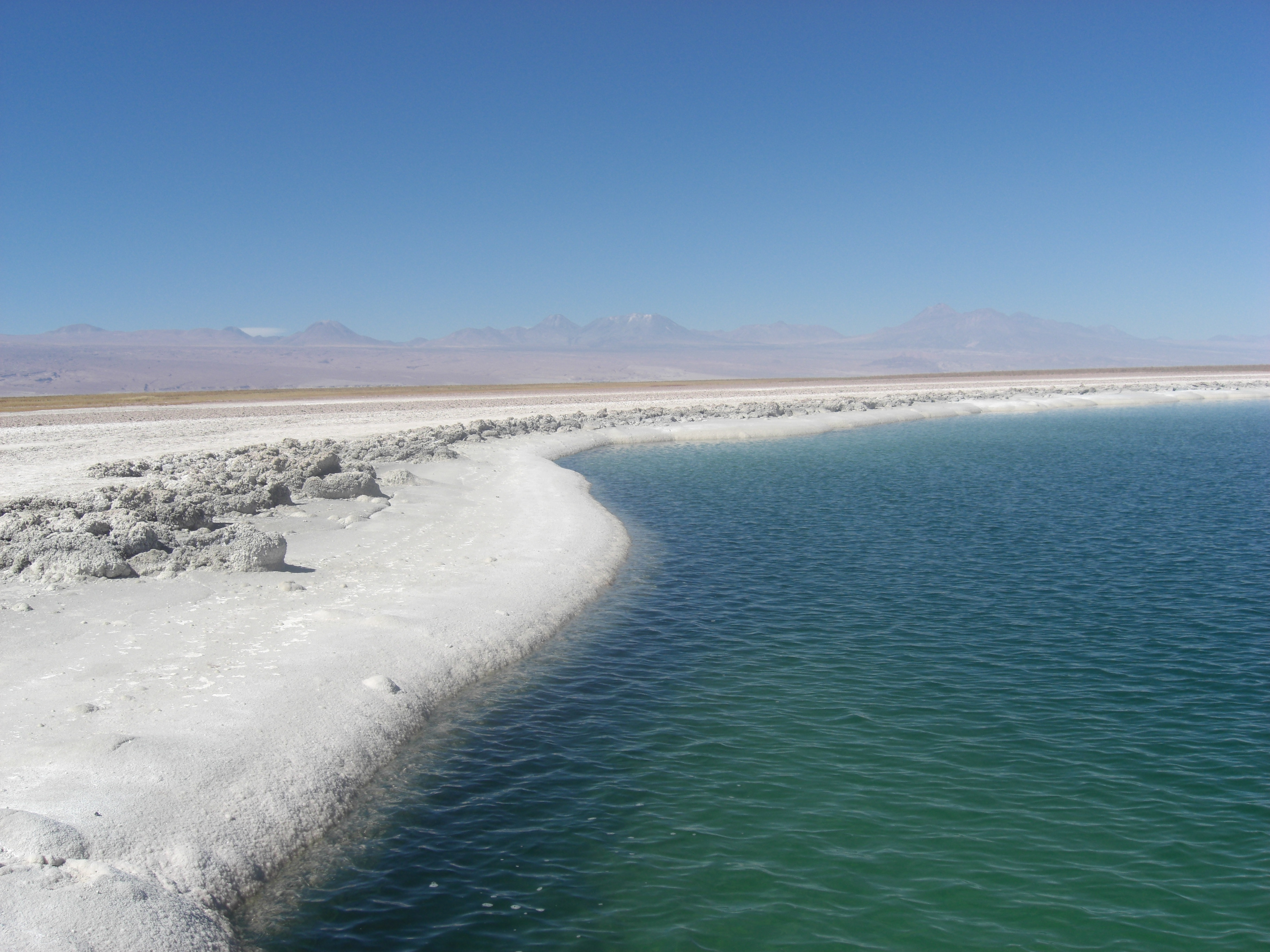
Laguna Cejar
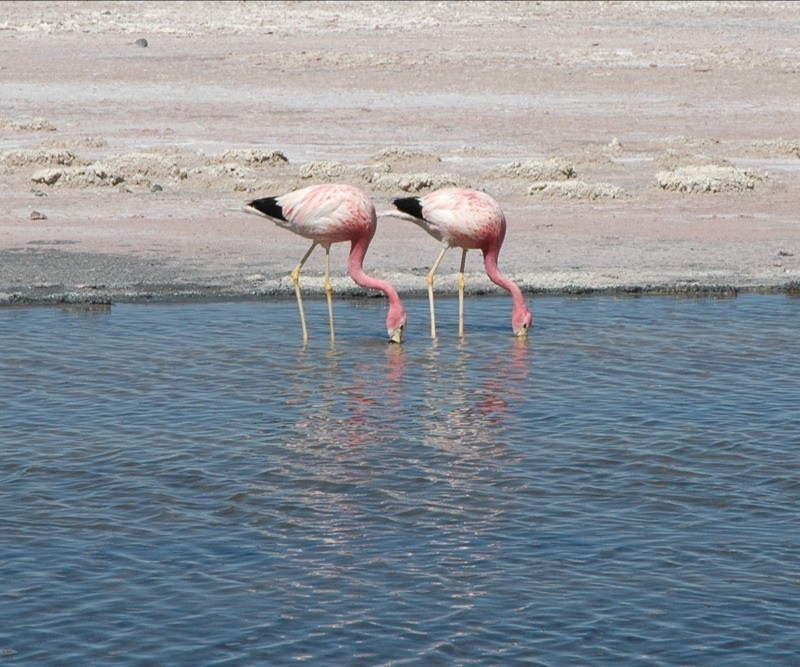
Flamencs andins
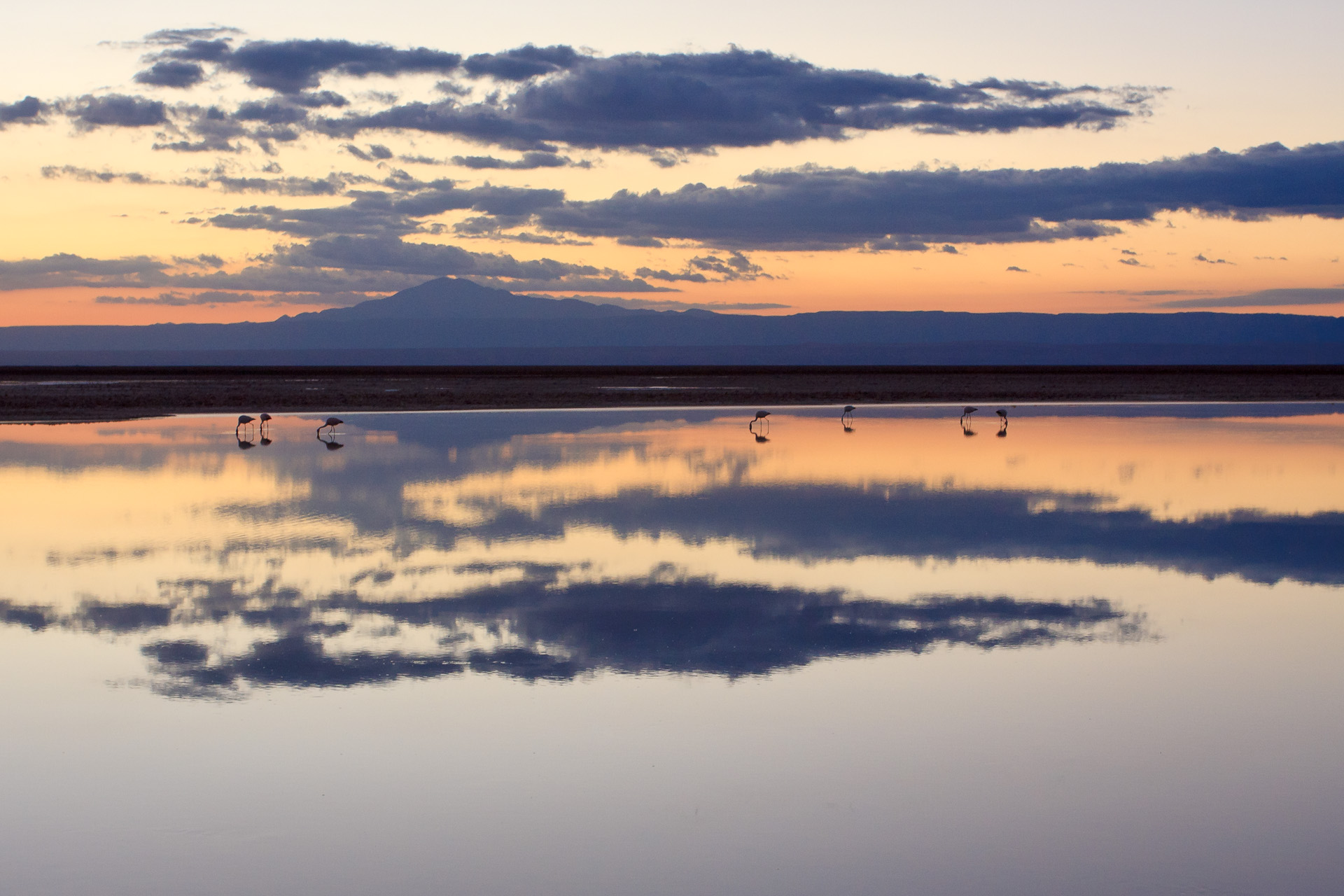
Posta de sol sobre el Salar d'Atacama
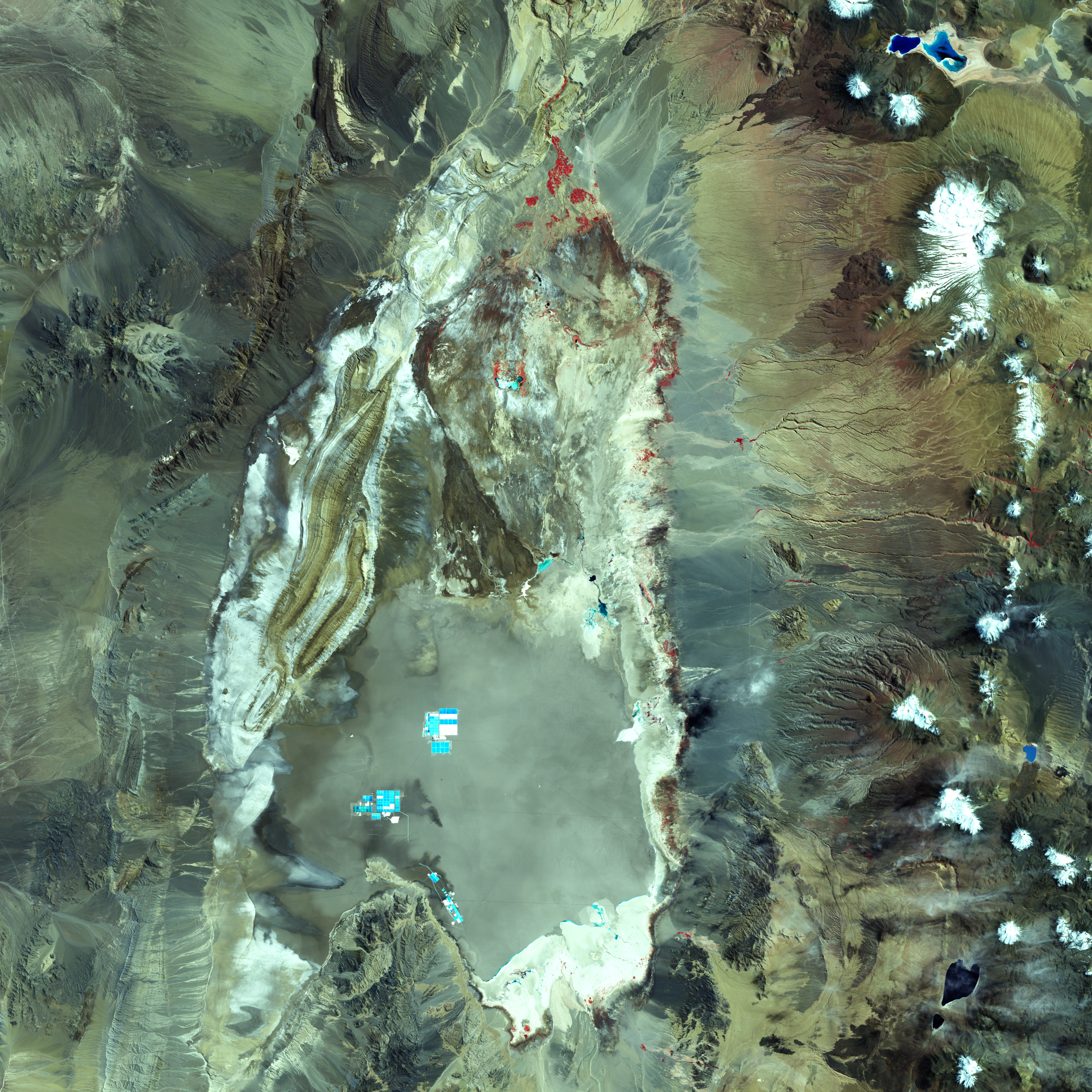
Fotografia de la NASA
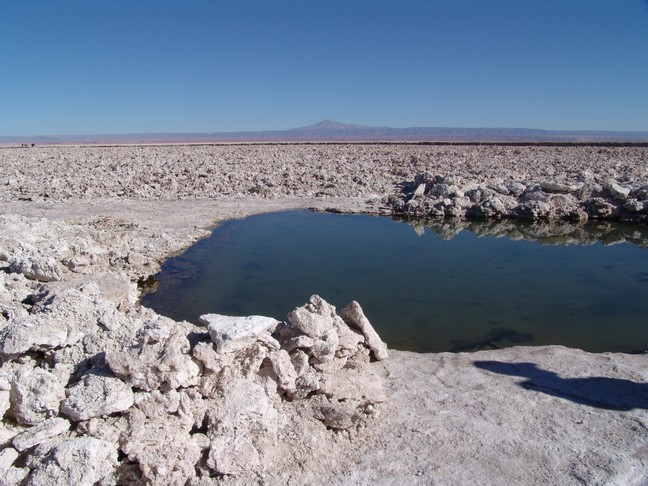
Salar d'Atacama, 2300 metres sobre el nivell del mar